# Puy-Saint-Eusèbe
Puy-Saint-Eusèbe ist eine französische Gemeinde mit 190 Einwohnern (Stand: 1. Januar 2022) im Département Hautes-Alpes in der Region Provence-Alpes-Côte d’Azur. Sie gehört zum Arrondissement Gap und zum Kanton Chorges.

## Geografie
Die Gemeinde Puy-Saint-Eusèbe liegt 17 Kilometer östlich von Gap an der Südwestflanke des 2552 m hohen Mont Guillaume im Bereich des Bergmassivs Massif des Écrins und teilt mit der nordwestlichen Nachbargemeinde Réallon ein Wintersportgebiet. An der westlichen Gemeindegrenze verläuft der Fluss Réallon. Nachbargemeinden sind Embrun im Nordosten, Puy-Sanières im Südosten, Savines-le-Lac im Südwesten und Réallon im Nordwesten.

## Bevölkerungsentwicklung
| Jahr                       | 1962 | 1968 | 1975 | 1982 | 1990 | 1999 | 2010 | 2020 |
| Einwohner                  | 112  | 81   | 64   | 73   | 93   | 115  | 128  | 181  |
| Quellen: Cassini und INSEE |      |      |      |      |      |      |      |      |

## Sehenswürdigkeiten
- Schulhaus
- Kapelle Saint-Jacques
- Kirche Saint-Eusèbe (1505–1530 erbaut)
- Feuerstelle zum Brotbacken bei der Kirche des Weilers Le Villard

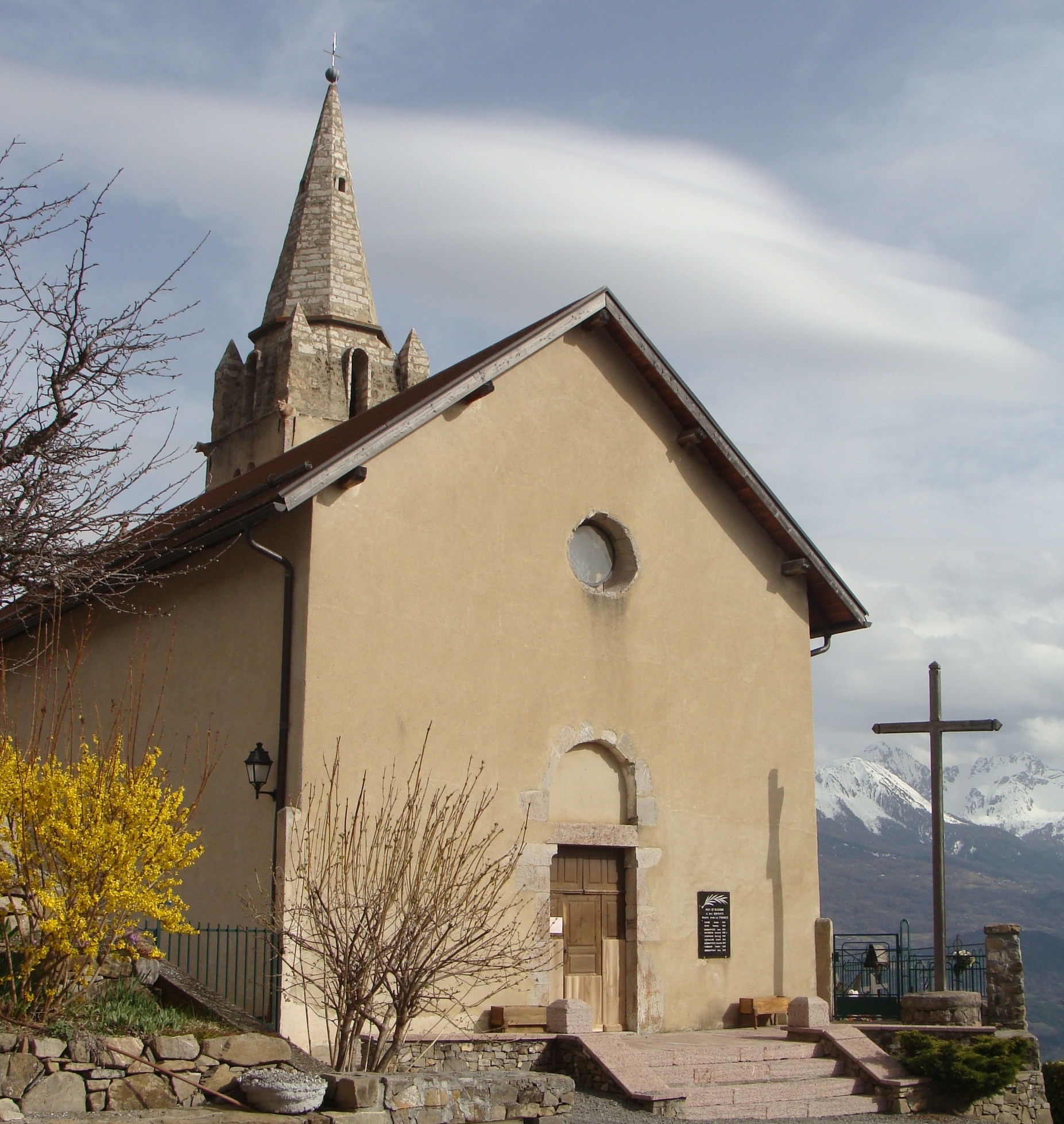
Kirche Saint-Eusèbe
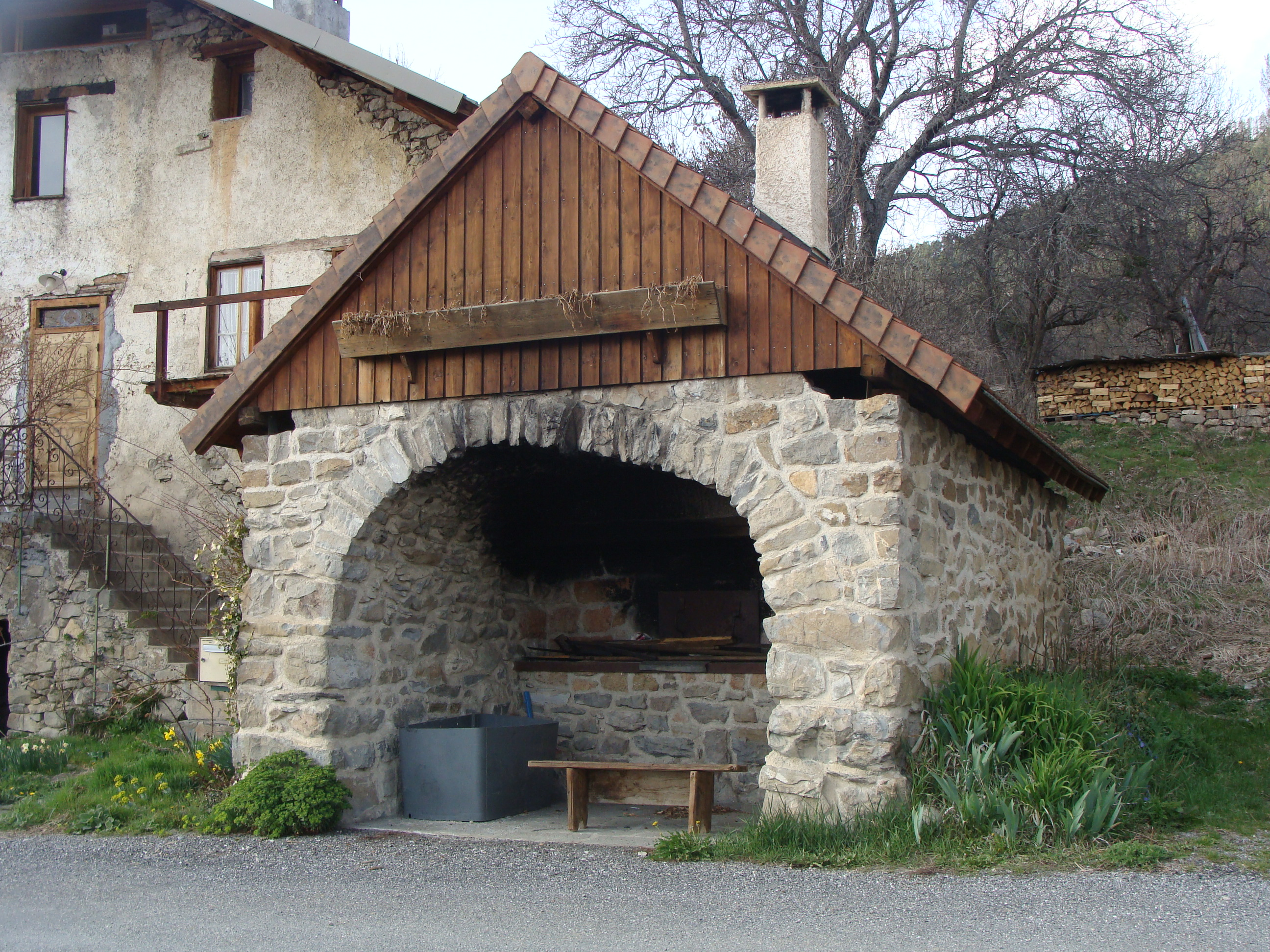
Öffentlicher Brotbackofen